# Megachile apposita
Megachile apposita är en biart som beskrevs av Rayment 1939. Megachile apposita ingår i släktet tapetserarbin, och familjen buksamlarbin. Inga underarter finns listade i Catalogue of Life.